# Johanna Wanka
Johanna Wanka, född Müller 1 april 1951 i Rosenfeld, Sachsen, är en tysk konservativ politiker tillhörande partiet Kristdemokratiska unionen (CDU). Mellan 14 februari 2013 och 14 mars 2018 var hon Tysklands federala utbildnings- och forskningsminister (Bundesministerin für Bildung und Forschung) i Angela Merkels andra och tredje regeringar.
Hon var tidigare, 2000–2009, forsknings- och kulturminister i förbundslandet Brandenburg och 2010–2013 forsknings- och kulturminister i Niedersachsen.
Johanna Wanka är professor i matematik och var rektor för Hochschule Merseburg, Merseburgs högskola, 1994–2000.